# Каро Тобар, Мигель Антонио
Мигель Антонио Каро Тобар (исп. Miguel Antonio Caro Tovar, 1845—1909) — колумбийский учёный и политик, философ, переводчик, лингвист.

## Биография
Мигель Антонио Каро родился в Боготе в 1845 году, его отец — Хосе Эйсебио Каро — был одним из основателей Колумбийской консервативной партии. Отец Мигеля за критику президента Хосе Иларио Лопеса был выслан из страны и жил в эмиграции в Нью-Йорке, но вскоре вернулся в Колумбию и умер в 1853 году в возрасте 35 лет.
Мигель Антонио Каро, оставшись без отца, занимался самообразованием и уже в молодом возрасте обладал большими познаниями в экономике, мировой истории и литературе, социальных науках, юриспруденции и лингвистике. Кроме того, Каро обладал прекрасными ораторскими способностями. Несмотря на отсутствие университетского диплома, он был назначен директором Национальной библиотеки, избран депутатом парламента, а в 1871 году, в 35-летнем возрасте вместе с Руфино Хосе Куэрво выступил в качестве сооснователя Колумбийской академии языка.
Мигель Антонио Каро сыграл важную роль в подготовке и принятии новой Конституции Колумбии, принятой в 1886 году. Это создало Мигелю большой авторитет в политических кругах страны.
На президентских выборах 1892 года в колумбийской Консервативной партии сложилось два течения: традиционалисты и националисты. Националисты выдвинули в президенты Рафаэля Нуньеса и Каро — в вице-президенты, а традиционалисты выдвинули в президенты и вице-президенты Марселино Велеса и Хосе Хоакина Ортиса соответственно. Националисты одержали верх и, таким образом, Нуньес и Каро были избраны на президентский срок 1892—1898 годов. Но Нуньес, будучи тяжело больным, отнюдь не стремился к власти, а выразил пожелание уйти в отставку и уехать на родину, в город Картахена. Тем не менее Каро настоял, чтобы Нуньес официально вступил в должность президента перед тем как уйти в отставку. Нуньес согласился, провёл в Картахене церемонию инаугурации, после чего сразу же ушёл в отставку. Таким образом, Каро, будучи вице-президентом, в соответствии с Конституцией стал исполняющим обязанности президента. Находясь в этой должности, Каро никогда не пользовался титулом «президент» в своей деятельности в знак уважения к своему наставнику Нуньесу. Каро стал президентом де-юре после смерти Р. Нуньеса 18 сентября 1894 года.
За 6-летний срок пребывания у власти Каро пресёк три попытки государственного переворота, предпринятых либералами.
В связи с активным противодействием своему курсу со стороны оппозиции, Каро принял ряд жёстких законодательных мер. 4 августа 1893 года он принял указ об ограничении свободы прессы, в частности, оппозиционных газет. Следующим указом Каро закрыл основные оппозиционные газеты — «El Redactor» и «El Contenporáneo», и изгнал из страны их редакторов — Сантьяго Переса и Модесто Гарсеса. Другие лидеры оппозиции были заключены в тюрьму.
22 января 1894 года под руководством Либеральной партии было организовано восстание против правительства Каро, которое вылилось в гражданскую войну. Восстание быстро распространилось по стране, охватило департаменты Бояка, Каука, Кундинамарка, Боливар, Толима и Северный Сантандер. Несмотря на поддержку из-за рубежа, повстанцы были быстро разбиты правительственными войсками, лояльными Каро. 15 марта 1895 года после сражения при Энсико, в Сантандере, война была окончена.
Год спустя, в январе 1896 года, группа консервативных политиков направила Каро послание, известное как «Манифест 21», в котором они выражали своё несогласие с политикой правительства Каро и требовали ввести военное положение, восстановить гражданские свободы и смягчить отношение к либералам. Каро воспринял «Манифест 21» как личное оскорбление и в знак протеста подал в отставку с поста президента 12 марта 1896 года, назначив генерала Гильермо Кинтеро Кальдерона исполняющим обязанности президента. Генерал Кальдерон, получив эти полномочия, назначил представителя оппозиции Авраама Морено министром. Это вызвало резкую реакцию Каро, и 17 марта 1896 года Каро вернулся исполнению обязанностей президента и находился в этой должности до конца президентского срока, 7 августа 1898 года.

## Научная деятельность
Каро не имел университетского диплома, но за свои работы лингвиста, законодателя и публициста он был удостоен почётной степени доктора литературы и доктора юридических наук в университетах Чили и Мексики, в 1878 году Каро был избран почетным членом Мексиканской академии языка, также был избран членом-корреспондентом Королевской академии испанского языка, а в 1871 выступил одним из основателей (и впоследствии — президентом) Колумбийской академии языка.
Каро свободно владел латинским языком и перевёл на испанский поэмы Вергилия с собственными комментариями (1873—1876). Большой вклад Каро внёс в литературную критику испаноязычных авторов, среди его статей есть материалы, посвящённые Дон Кихоту Сервантеса, а также очерки о философской интерпретации истории. Ярким примером последнего является его предисловие к изданию «Истории» Лукаса Фернандеса де Пьедраита, где рассматривается тема завоевания Америки.
Среди поэтического наследия Каро особый интерес представляют поэма «Статуя Освободителя» и сонет «Родина», а также переводы стихов Сюлли-Прюдома.
Большая часть работ Каро была опубликована в газетах и журналах. Он опубликовал также несколько книг: «Изучение утилитаризма», «Латинская грамматика» (в соавторстве с Руфино Хосе Куэрво), «Произведения Вергилия» (три тома) и другие.
После смерти Каро в 1909 году, правительство Колумбии поручило его сыну Виктору Эдуардо провести сбор и публикацию работ отца. Таким образом, было опубликовано восемь томов полного собрания сочинений (1918—1945) и три тома поэтических произведений Каро (1928—1933).

## Сочинения
- Miguel Antonio Caro, Carlos Valderrama Andrade. Obra selecta. Fundación Biblioteca Ayacuch, 1993 isbn = 9789802762439
- Miguel Antonio Caro, Poesías. Foción Mantilla, 1866